# Candé
Candé es una comuna francesa, situada en el departamento de Maine-et-Loire en la región de Pays de la Loire. La ciudad es la capital de cantón de Candé. En el último censo del 2012, la ciudad contaba con 2 909 habitantes.
Candé forma parte histórica de la región de Anjou. Se encuentra en la frontera occidental de la provincia, frente a Bretagne. La ciudad apareció hacia el año mil era entonces una fortaleza sobre la zona “Marches de Bretagne”. Durante la Edad Media, con un castillo y murallas, experimentó varios episodios de la historia angevina y bretona, antes del enlace de Bretaña a Francia en el siglo XVI. Con el título de baronía, Candé estuvo bajo el Ancien Régime de una pequeña ciudad de instituciones, ya que tenía un tribunal, un granero de sal y varias instituciones religiosas. La ciudad vivió también largo tiempo del comercio; gracias a su mercado y a su feria de ganado que data del siglo XI, esta última desapareció en 1990.
Durante la Revolución, la ciudad perdió sus instituciones del Antiguo Régimen y se vio afectada por la guerra de “Chouannerie”. Se convirtió progresivamente hacia las pequeñas industrias en el siglo XIX. Este sector, en relación con la agricultura sigue siendo la actividad principal de la ciudad, junto a las pequeñas empresas. Candé conserva muchos vestigios de su pasado, como  castillos, una capilla del siglo XII y un antiguo centro de calles estrechas, casas y hoteles particulares típicos del siglo XVII.

## Geografía

### Localización
La ciudad está situada al oeste del departamento de Maine-et-Loire, cerca del Loire-Atlantique. Estos dos departamentos se incluyen en la misma región de Pays de la Loire, pero pertenecen a diferentes provincias históricas ya que el departamento de Maine-et-Loire estaba en Anjou y el Loire-Atlantique en Bretagne. Hasta la unión de Bretaña a Francia en 1532, Candé además estuvo situado al borde de dos estados diferentes. Candé se encuentra concretamente en la región de “Haut-Anjou”, dentro de la región montañosa al norte del río “Loire”, que incluye ciudades como Segré, Pouancé o Château-Gontier en  el departamento “Mayenne angevine”.
Candé se encuentra en la intersección de las carreteras que unen Angers a Châteaubriant y Segré a Ancenis. Se encuentra a unos veinte kilómetros de Ancenis y Segre, y a cuarenta kilómetros de Chateaubriant y Angers. También se encuentra a unos veinte kilómetros al norte del río Loire.
Candé se encuentra en el área lingüística del dialecto “angevin”, una lengua romana parecida al gallo de Alta Bretaña, comúnmente usado por las clases bajas hasta el siglo XX. Las clases altas adoptaron el francés desde el siglo XVI.
El área alrededor de Candé se caracteriza por un entorno de planicies onduladas formado por roca dura, con muy pequeños valles con ríos a veces muy encausados.  Es una tierra boscosa que se encuentra en el extremo oriental de la zona montañosa “armoricain”, tradicionalmente orientada hacia la agricultura mixta y la ganadería combinada, aunque las granjas tienden a especializarse en el cultivo o el pastoreo.
Antes de terminar la Edad Media, el territorio se dividió entre los pastizales y matorrales secos, que cubrían las colinas no cultivadas y el bosque, compuesto por pedunculados robles y sésiles que rodeaban los ríos y prados húmedos. Los árboles están todavía muy presentes en el paisaje y los pequeños bosques situados en los valles, setos y parques a la inglesa que rodean los numerosos castillos de la región forman zonas ecológicas mientras que proporcionan una continuidad boscosa que encierra el horizonte. El paisaje de “Haut-Anjou” cambió profundamente al final del siglo XX, con movimientos que eliminaron parte de la arboleda dejando campos más grandes, así como la plantación de nuevos bosques en malas tierras, incluyendo el pins Douglas

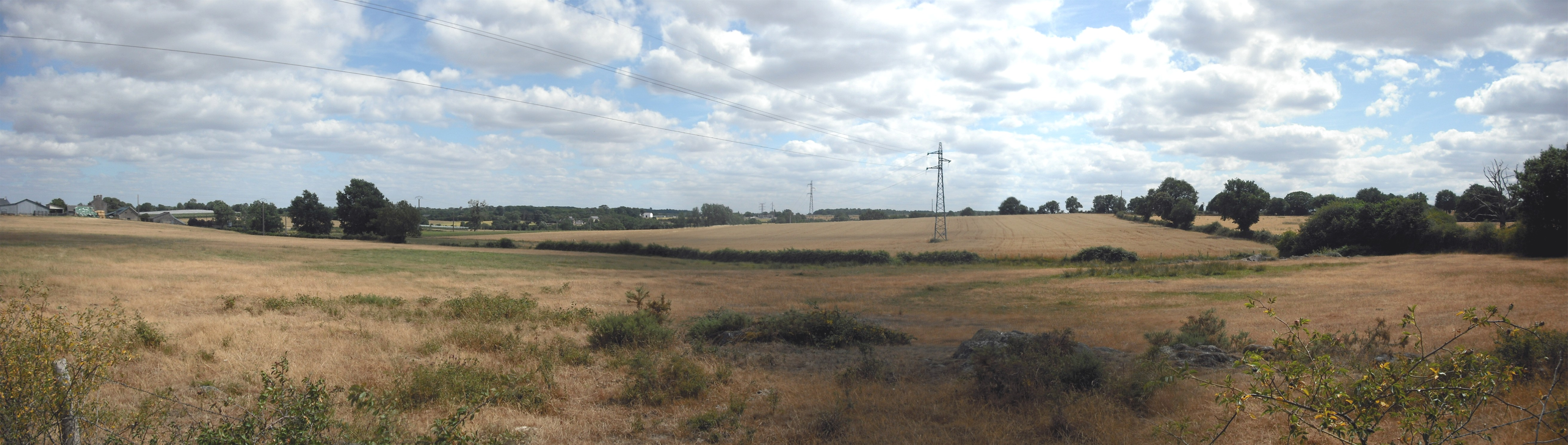
Paisaje de los alrededores de Candé.

, árboles “peupliers” y robles.

### Ciudades limítrofes
Candé se encuentra rodeada por las ciudades de Angrie al noroeste, La Cornuaille al sureste, Freigné al suroeste y Vritz al noroeste.
Angrie y Freigné son parte de canton de Candé, que se compone también por  Challain-la-Potherie, Chazé-sur-Argos y Loiré, ciudades del norte. La Cornuaille es parte de la división administrativa del departamento "canton du Louroux-Béconnais" y Vritz, en Loire-Atlantique, del distrito electoral "canton de Saint-Mars-la-Jaille".

### Clima
Candé posee un clima oceánico, dulce y templado parecido al de Inglaterra. No obstante se distingue por una ligera sequedad, observable en Anjou, sobre todo durante los meses de verano. Durante el resto del año, las lluvias son frecuentes, pero generalmente moderadas. De una manera general, los veranos de la región son bastante cálidos y los inviernos dulces, la nieve es rara y las lluvias son más frecuentes que en el este,  más alejado del océano Atlántico. Llueve de 140 a 150 días todos los años sobre la región “Haut-Anjou” y la región de Angers y de 110 a 130 días al este de la región.

## Población y sociedad

### Manifestaciones culturales y festividades

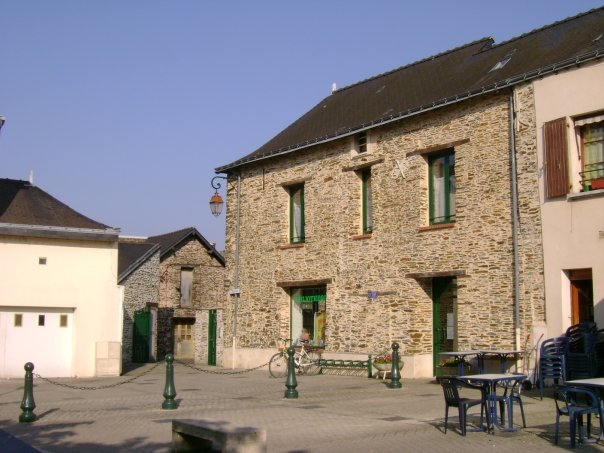
La Place du Marché y la biblioteca.

La ciudad posee un carnaval desde 1946,  aunque un primer desfile-carnaval “mi-carême” tuvo lugar en 1937. La primera vez contó con la participación de 12 000 espectadores. El carnaval es organizado por la casa secular de Candé, fundado en 1945. Es la única manifestación de este género en la región de Haut-Anjou. El desfile estuvo asociado por mucho tiempo al “mi-carême” antes de que su fecha fuera fijada al tercer domingo de abril. Un desfile de noche también tuvo lugar desde 1994 y el carnaval se volvió gratuito en 1996, antes la entrada debía pagarse. El desfile de día comprendía los carros representativos a menudo de un barrio de la ciudad o de asociaciones, pero también funciones de grupos de música y de danza locales. Los otros grupos llevaban a cabo sus funciones durante el desfile nocturno.  Otras animaciones tuvieron lugar debido al carnaval, como mercados de pulgas y carreras ciclistas. Una elección de reyes se celebra desde 1995. Los reyes de Candé presiden el carnaval y representan los demás eventos locales, como Cholet, Saint-Macaire-en-Mauges y Beaufort-en-Vallée.
Las ferias de Candé, fundadas en la Edad Media, son en parte perpetuadas por una feria anual que existe desde 1945 y que se lleva a cabo en Beaulieu todos los años en septiembre. Esta feria se ha acoplado a la fiesta de ganadería organizada por el comité agrícola de cantons de Candé y de Louroux-Béconnais desde 1851. La feria comercial está orientada hacia el mundo agrícola, y los puestos presentan materiales para los vehículos agrícolas.  Animaciones diversas tuvieron lugar durante la feria, como carreras de cerdos, concursos de caballos, paseos en carruaje y espectáculos. Hay también puestos de caza y de pesca, una mini granja, etc.

## Demografía
| 2355 | 2444 | 2664 | 2653 | 2542 | 2595 |
| Para los censos de 1962 a 1999 la población legal corresponde a la población sin duplicidades (Fuente: INSEE [Consultar]) |      |      |      |      |      |